# Charles Victor Ensinck

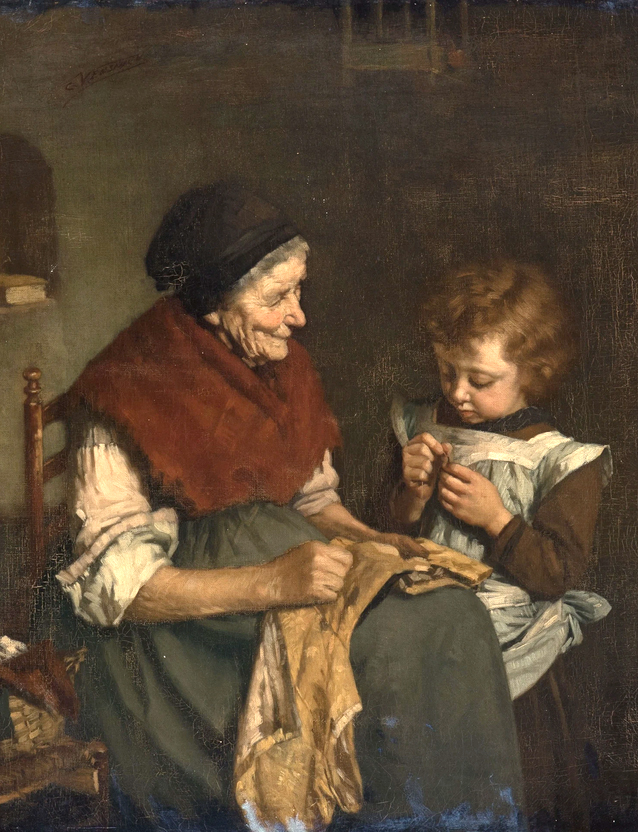
Großmutters Schatz

Charles Victor Ensinck (* 13. April 1846 in Breda; † 21. September 1914 in Den Haag) war ein niederländischer Genremaler.   
Ensinck studierte von 1866 bis 1870 an der Koninklijke Academie voor Schone Kunsten van Antwerpen, dann 1870 bis 1873 in Paris.
Er lebte ab 1876 in Antwerpen, von etwa 1886 bis 1894 in Scheveningen. 1895 zog er von Breda nach Hoogeloon, 1898 nach Rolde in Drenthe, im selben Jahr nach Veere und ließ sich am 24. Januar 1900 dauerhaft in Den Haag nieder. 
Er malte Porträts, Genreszenen und Stillleben. Er gilt als Mitglied der Haager Schule.
Ensinck nahm ab 1876 an Ausstellungen in Amsterdam, Rotterdam, Den Haag und Arnheim teil. Er zeigte seine Werke auch beim Altonaer Künstlerverein und im Münchner Glaspalast.